# Belfiore

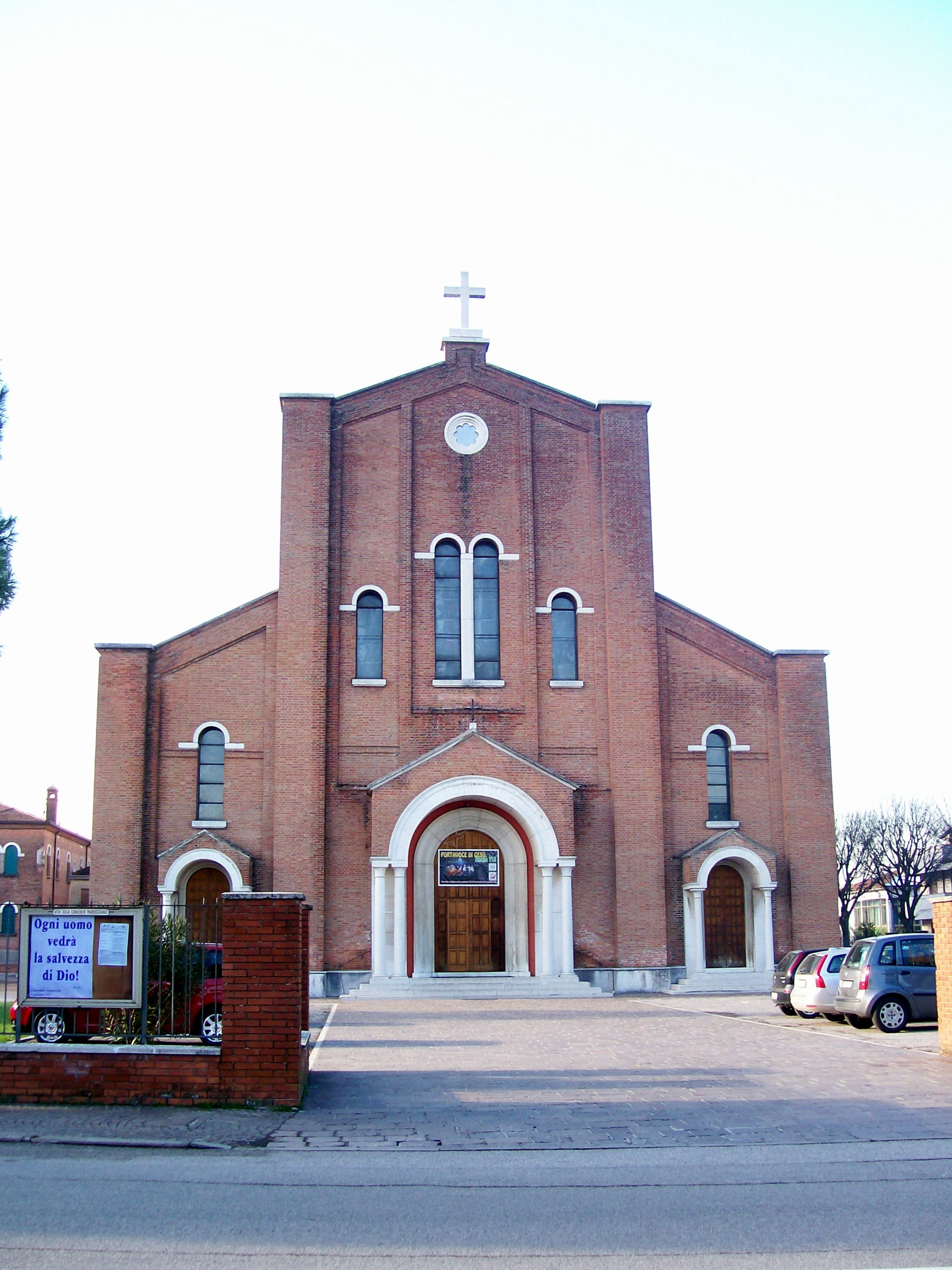
Chiesa parrocchiale della Natività di Nostro Signore Gesù Cristo in Belfiore

Belfiore ist eine Gemeinde mit 3379 Einwohnern (Stand 31. Dezember 2023) in der Provinz Verona in der Region Venetien, Italien. 
Belfiore liegt 20 Kilometer von Verona entfernt, an dem Fluss Etsch. Die Nachbargemeinden sind Albaredo d’Adige, Arcole, Caldiero, Colognola ai Colli, Ronco all’Adige, San Bonifacio, Soave, Veronella und Zevio.